# Tití pigmeu
Els titís pigmeus (Cebuella) són un gènere de primats de la família dels cal·litríquids. Conté dues espècies vivents, el tití pigmeu oriental (C. niveiventris) i el tití pigmeu occidental (C. pygmaea), així com una espècie extinta del Miocè superior del Perú que encara no ha estat descrita formalment. És el tàxon germà del gènere Callithrix, del qual fou considerat un subgènere fins a principis del segle xxi. Són els simis més petits del món. Són animals especialistes que es nodreixen de goma. Estan amenaçats per la destrucció del seu hàbitat i el comerç d'animals salvatges.